# Savognin
Savognin (hasta 1890 oficialmente en alemán Schweiningen, en italiano Savognino) era una comuna suiza del cantón de los Grisones, ubicada en el distrito de Albula, en el círculo de Surses. Limitaba al norte con las comunas de Cunter, Tiefencastel y Filisur, al este con Tinizong-Rona, al sur con Mulegns, y al oeste con Riom-Parsonz. El 1 de enero de 2015 se fusionó con las antiguas comunas de Bivio, Cunter, Marmorera, Mulegns, Riom-Parsonz, Salouf, Sur y Tinizong-Rona para constituir la nueva comuna de Surses.